# Võ Nguyên Giáp

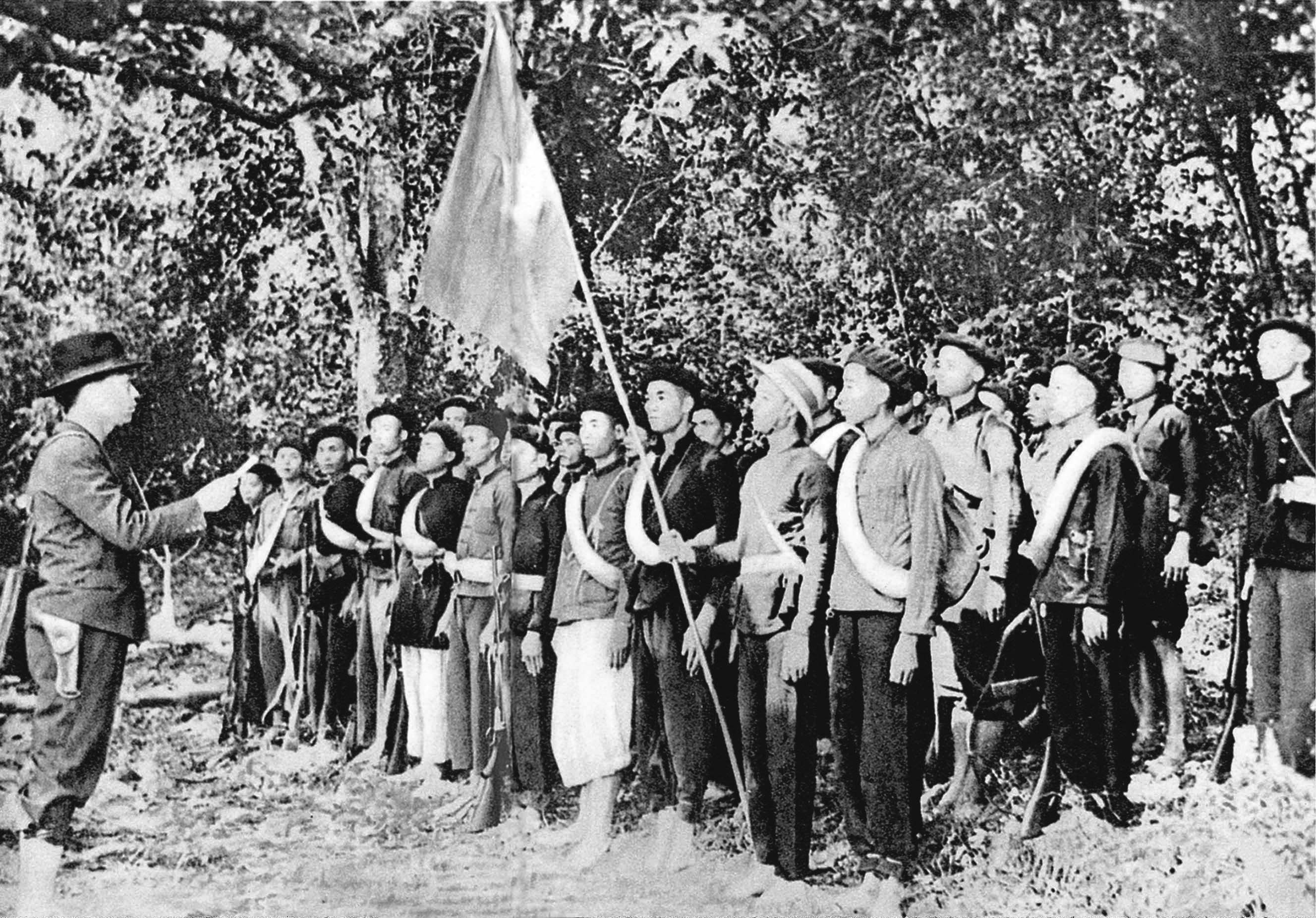
Võ Nguyên Giáp przed frontem oddziału partyzanckiego Việt Minhu (1944)

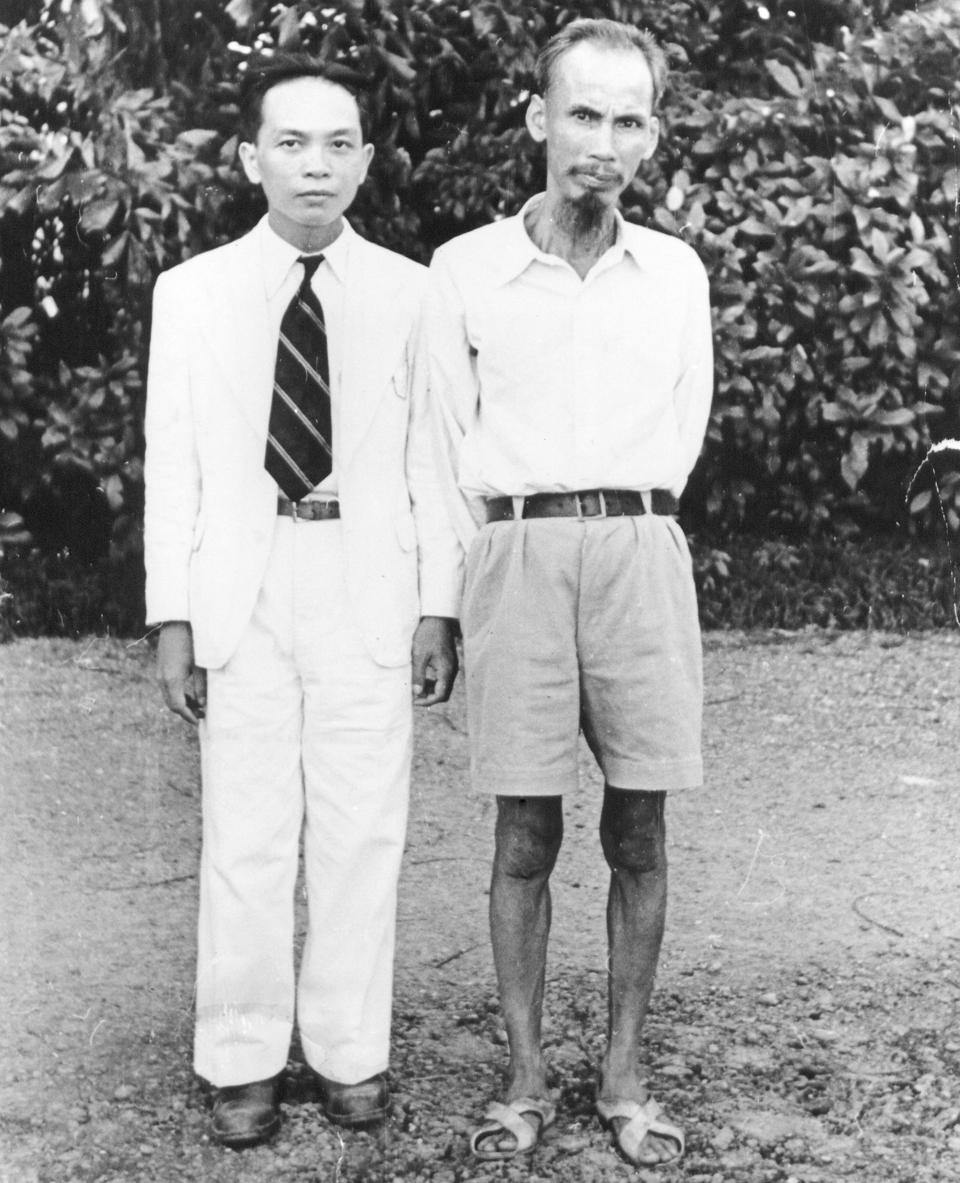
Võ Nguyên Gap (z lewej) z Hồ Chí Minhem (październik 1945 roku)

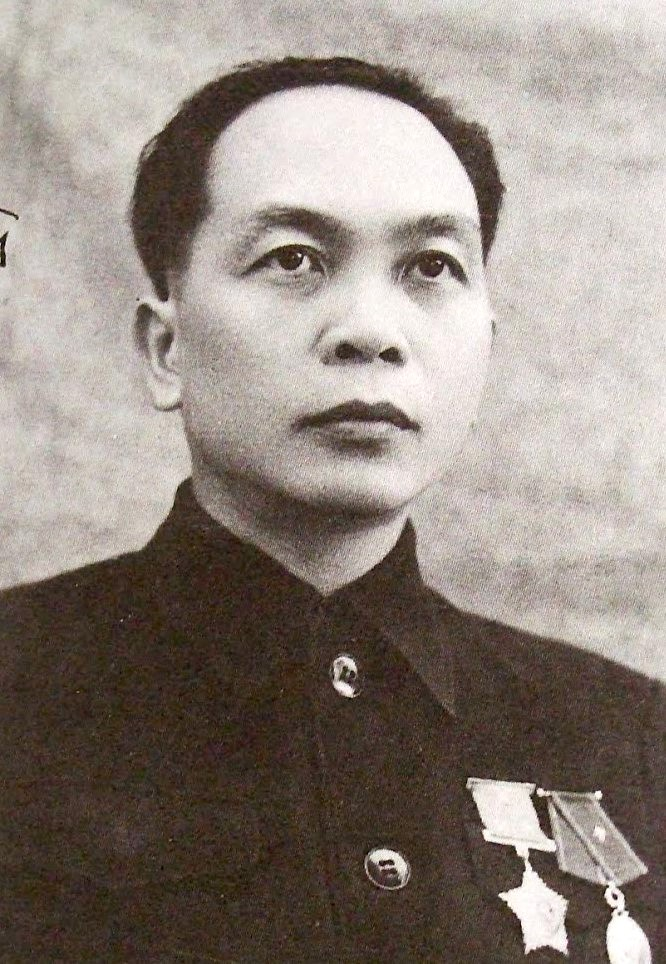
Võ Nguyên Giáp (1957)

Võ Nguyên Giáp [vɔ̌ˀ ŋʷīən zǎːp] (ur. 25 sierpnia 1911 w Lệ Thủy (prowincja Quảng Bình), zm. 4 października 2013 w Hanoi) – wietnamski dowódca wojskowy, generał. Osiągał liczne sukcesy w prowadzeniu wojny partyzanckiej w rejonie Indochin i przyczynił się, walcząc kolejno z Japończykami, Francuzami i Amerykanami, do uzyskania przez Wietnam niepodległości, a następnie powstania zjednoczonej Socjalistycznej Republiki Wietnamu. Przez Wietnamczyków uważany za bohatera narodowego, a na świecie uznawany za mistrza wojny partyzanckiej.

## Życiorys

### Lata młodości
Wiele faktów z życia Võ Nguyên Giápa, zwłaszcza dotyczących jego młodości, jest okrytych tajemnicą. Urodził się w 1911 roku w prowincji Quảng Bình na obszarze francuskich Indochin, w rejonie noszącym wówczas nazwę Annam. Võ twierdził później, iż pochodził z rodziny chłopskiej. Pewne dane wskazują jednak, że jego ojciec wywodził się z warstwy mandaryńskiej. Studiował w Huế oraz nauki polityczne, ekonomię i prawo w Hanoi, a następnie podjął pracę nauczyciela historii i dziennikarza.

### Lata trzydzieste XX wieku
W latach trzydziestych Võ Nguyên Giáp pracował jako nauczyciel, włączając się jednocześnie aktywnie w działalność różnych ruchów niepodległościowych o charakterze socjalistycznym bądź marksistowskim. W 1937 wstąpił do partii 
komunistycznej i uczestniczył w powołaniu dwa lata później Frontu Demokratycznego. Wiele czasu poświęcał również w tym okresie na lekturę prac z zakresu historii wojskowości i filozofii, szczególnie interesując się dokonaniami Napoleona i Sun Zi.

### Lata czterdzieste XX wieku
Poszukiwany przez Francuzów, Võ Nguyên Giáp zbiegł do Chin, gdzie razem z przywódcą komunistów wietnamskich Hồ Chí Minhem zdobywał pierwsze doświadczenia w prowadzeniu wojny partyzanckiej, walcząc pod rozkazami Mao Zedonga. W 1941 Võ wspólnie z Hồ i innymi działaczami ruchu niepodległościowego utworzyli Việt Minh i w 1943 powrócili do Wietnamu, występując przeciw Japończykom i uznającym władzę rządu Vichy francuskim władzom kolonialnym. W grudniu 1944 roku Võ został dowódcą Wietnamskiej Armii Ludowej. Po kapitulacji Japonii w 1945 Hồ Chí Minh, wykorzystując sprzyjające warunki, utworzył w Hanoi rząd narodowy. Przypadło mu także stanowisko ministra obrony i naczelnego dowódcy sił zbrojnych. Wkrótce jednak do Hanoi powrócili Francuzi i Hồ Chí Minh oraz Võ musieli szukać schronienia w dżungli, skąd kontynuowali prowadzenie wojny partyzanckiej przeciw francuskim władzom kolonialnym. W wypadku Võ wojna o niepodległość łączyła się z jego prywatną wojną ze znienawidzonymi Francuzami, którzy zabili lub uwięzili jego pierwszą żonę, dziecko, ojca, dwie siostry i innych członków rodziny.

### Wojna partyzancka
W ciągu następnych ośmiu lat walki Võ Nguyên Giáp wypracował strategię i metody prowadzenia wojny partyzanckiej, które doprowadziły ostatecznie do pokonania Francuzów, a także przyczyniły się do porażki Amerykanów i sił południowowietnamskich. Võ Nguyên Giáp przy wsparciu Hồ przygotował trzyfazowy plan walki o niepodległość. W fazie pierwszej siły Võ miały prowadzić operacje partyzanckie i terrorystyczne, których celem było zdobycie jak największego poparcia społecznego dla sprawy niepodległości. W fazie drugiej oddziały partyzanckie miały atakować odosobnione posterunki wojskowe nieprzyjaciela. W fazie trzeciej mniejsze oddziały miały się połączyć i utworzyć większe jednostki, które miały w pełni przejąć kontrolę nad określonym obszarem, zachęcając miejscową ludność do powszechnego powstania w celu wsparcia rewolucji.
W czasie swojej kariery Võ Nguyên Giáp wielokrotnie podejmował z powodzeniem działania w ramach pierwszej i drugiej fazy strategii prowadzenia wojny partyzanckiej. Jedynie w wypadku fazy trzeciej podejmowane przez niego kilkukrotnie próby szeroko zakrojonej ofensywy zakończyły się powodzeniem tylko za jednym razem.
W walkach z Francuzami siły Võ odnotowały wiele sukcesów w operacjach prowadzonych w niewielkiej skali. Dopóki udawało się im unikać otwartych starć, dopóty byli stroną przeważającą. W 1950 jednak Võ, próbując przedwcześnie przystąpić do trzeciej fazy swego planu strategicznego, korzystając już z wojskowego wsparcia Chin, zdecydował się na otwarte wystąpienie przeciw wojskom francuskim w dolinie Rzeki Czerwonej niedaleko Hanoi. Francuzi zadali jednak siłom wietnamskim poważne straty. Võ Nguyên Giáp wycofał się do dżungli i w góry, gdzie powrócił do operacji należących do pierwszej i drugiej fazy.
Po klęsce w dolinie Rzeki Czerwonej, Võ Nguyên Giáp rozwinął teorię, że siły komunistyczne mogą sobie pozwolić, w celu odniesienia zwycięstwa, na większe straty aniżeli Francuzi, czy później Amerykanie i południowi Wietnamczycy. W propagandowych przemówieniach Võ potrafił przekonać swoich żołnierzy do myśli, że zwycięstwo przyjść może dopiero po wielu latach, nawet krwawych walk.

### Bitwa pod Dien Bien Phu
Przez następne trzy lata Francuzi próbowali daremnie sprowokować Võ Nguyên Giápa do ponownego wystąpienia w otwartym starciu. W listopadzie 1953 zarzucili przynętę, którą nawet z reguły ostrożny Võ nie mógł wzgardzić. W dolinie Dien Bien Phu, ok. 350 kilometrów na zachód od Hanoi, Francuzi przekonani o nikłej liczebności oddziałów wietnamskich oraz iż okoliczne góry zapewniają bezpieczeństwo ich wysuniętym pozycjom obronnym (były one tak oddalone od siebie, że zaopatrzenie dostarczano im drogą lotniczą), mieli nadzieję skłonić Wietnamczyków do zgrupowania swoich sił w nieosłoniętej dolinie.
Francuskie dowództwo liczyło na porażkę oddziałów Võ (liczono iż zdoła on zgromadzić zaledwie 2, słabo wyekwipowane dywizje, czyli ok. 30 000 żołnierzy), w starciu z ufortyfikowanym regularnym wojskiem dysponującym artylerią, czołgami i wsparciem lotnictwa.
Francuzi doczekali się wreszcie decydującej bitwy, rozwinęła się ona jednak w inny sposób niż się spodziewali. Võ jeszcze raz dowiódł swych umiejętności dowódczych. Polecił oddziałom rozmontowanie sprzętu artyleryjskiego i broni przeciwlotniczej i przeniesienie ich wysoko w góry, skąd można było prowadzić ostrzał francuskiego garnizonu. Tysiące ludzi, poruszając się głównie na rowerach, przewiozło tony sprzętu i amunicji, niezbędne do prowadzenia długiego oblężenia.
Võ Nguyên Giáp skoncentrował siły liczące ok. 70 000–80 000 żołnierzy, dysponujące 200 działami (w tym 20 działek przeciwlotniczych) i 100 karabinami maszynowymi – duże ilości uzbrojenia dostarczane były z Chin, a żołnierze wietnamscy przeszkoleni przez chińskich doradców wojskowych. Garnizon francuski liczył 15-16 000 ludzi, 60 dział, 10 lekkich czołgów M24 Chaffee i 6 samolotów zrzucających napalm. Trudne warunki atmosferyczne (pora monsunów) a zwłaszcza wietnamski ostrzał z zamaskowanych stanowisk artyleryjskich znacznie utrudniały dostarczanie oblężonym oddziałom francuskim niezbędnego zaopatrzenia i amunicji. Francuzi zostali zmuszeni do wycofania się na wewnętrzną linię umocnień. Wietnamczycy zaś pod osłoną ognia artyleryjskiego, wykorzystując podziemne tunele i okopy przekopane w okolicznych wzgórzach, posuwali się naprzód. 7 maja 1954 oddziały francuskie skapitulowały. Z 11 000 żołnierzy, którzy złożyli broń, połowa była ranna. Straty wietnamskie ocenia się na trzykrotnie większe od liczby zabitych i rannych Francuzów. Niemniej Võ Nguyên Giápowi udało się wreszcie zrealizować cele trzeciej fazy planu strategicznego. Na mocy podpisanego wówczas układu pokojowego Francuzi wycofali się z Wietnamu, doprowadzając jednak przedtem do podziału kraju na komunistyczną Północ i Południe.

### Druga wojna indochińska
W 1959 Võ Nguyên Giáp i siły północnowietnamskie zaczęły udzielać pomocy walczącej na Południu komunistycznej partyzantce zwanej Việt Cộng. Było to możliwe dzięki wsparciu wojskowym chińskich komunistów. Już od 1950 Chiny systematycznie wysyłały do Việt Minhu doradców wojskowych i administracyjnych. W latach 1964–1970 Chińska Armia Ludowo-Wyzwoleńcza wysłała do Wietnamu 30 000 żołnierzy, a sam generał Võ Nguyên Giáp w 1964 wyraził swoje uznanie dla zaangażowania Chin:

Od 1950 roku, po zwycięstwie Chin, nasza armia i społeczeństwo otrzymały cenną lekcję od Chińskiej Armii Ludowo-Wyzwoleńczej. Mogliśmy kształcić się dzięki myśli wojskowej Mao Zedonga. Był to ważny czynnik, który określił dojrzałość naszej armii i przyczynił się do kolejnych zwycięstw.

Võ kontynuował prowadzenie działań zbrojnych zgodnie z założeniami swego trzyfazowego planu. W wypadku operacji podejmowanych w ramach pierwszej i drugiej fazy udało mu się odnieść wiele sukcesów w starciach z przeważającymi siłami południowowietnamskimi i amerykańskimi. Jak długo Võ powstrzymywał się przed rozpoczęciem działań na szerszą skalę, tak długo był stroną przeważającą. W 1965 zdecydował się jednak po raz pierwszy na otwartą walkę z Amerykanami. W bitwie w dolinie Ia Đrăng siły północnowietnamskie poniosły jednak klęskę i zostały zmuszone do odwrotu.

### Ofensywa Tết
Võ Nguyên Giáp ponownie spróbował przystąpienia do realizacji trzeciej fazy swego planu podczas ofensywy Tết w 1968. Jego oddziały okrążyły w sposób przypominający bój z Dien Bien Phu siły nieprzyjacielskie w Khe Sanh. Tym razem jednak oddziałom amerykańskim i południowowietnamskim udało się po półrocznych zaciętych walkach, całkowicie rozbić siły Việt Cộngu i zadać poważne straty wojskom północnowietnamskim. Võ powrócił więc do działań z fazy pierwszej i drugiej. Operacje partyzanckie doprowadziły jednak do osłabienia amerykańskiego wsparcia dla Południa i wycofania z Wietnamu większości amerykańskich oddziałów.
W 1972 Võ po raz kolejny podjął próbę urzeczywistnienia fazy trzeciej, rozpoczynając ofensywę wielkanocną. Siły południowowietnamskie wsparte przez amerykańskie lotnictwo jednak i tym razem powstrzymały komunistyczne uderzenie. Straty Việt Cộngu były tak duże, że komuniści zdecydowali się zdjąć Võ ze stanowiska. Võ Nguyên Giáp powrócił do Hanoi, gdzie objął funkcję ministra obrony. Podczas ostatniego, decydującego uderzenia wojsk komunistycznych w 1975, które doprowadziło do upadku Wietnamu Południowego i rozciągnięcia władzy komunistów nad całym Wietnamem, siły komunistyczne wykorzystywały opracowane przez Võ Nguyên Giápa plany taktyczne i strategiczne, jednak sam Võ nie brał już udziału w tych walkach.

### Śmierć i pochówek

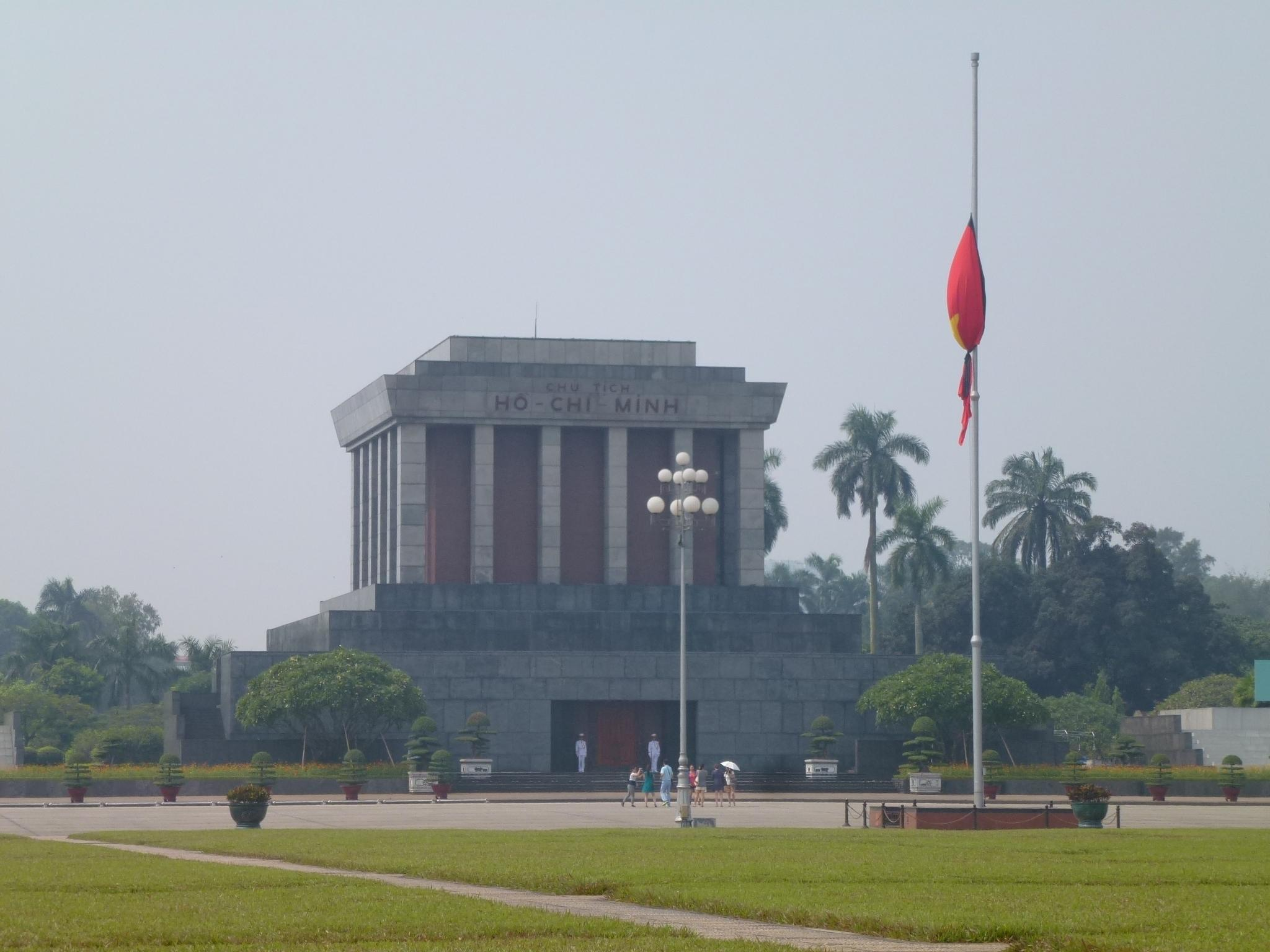
Flaga opuszczona do połowy masztu przed mauzoleum Hồ Chí Minha w Hanoi podczas żałoby po śmierci gen. Võ

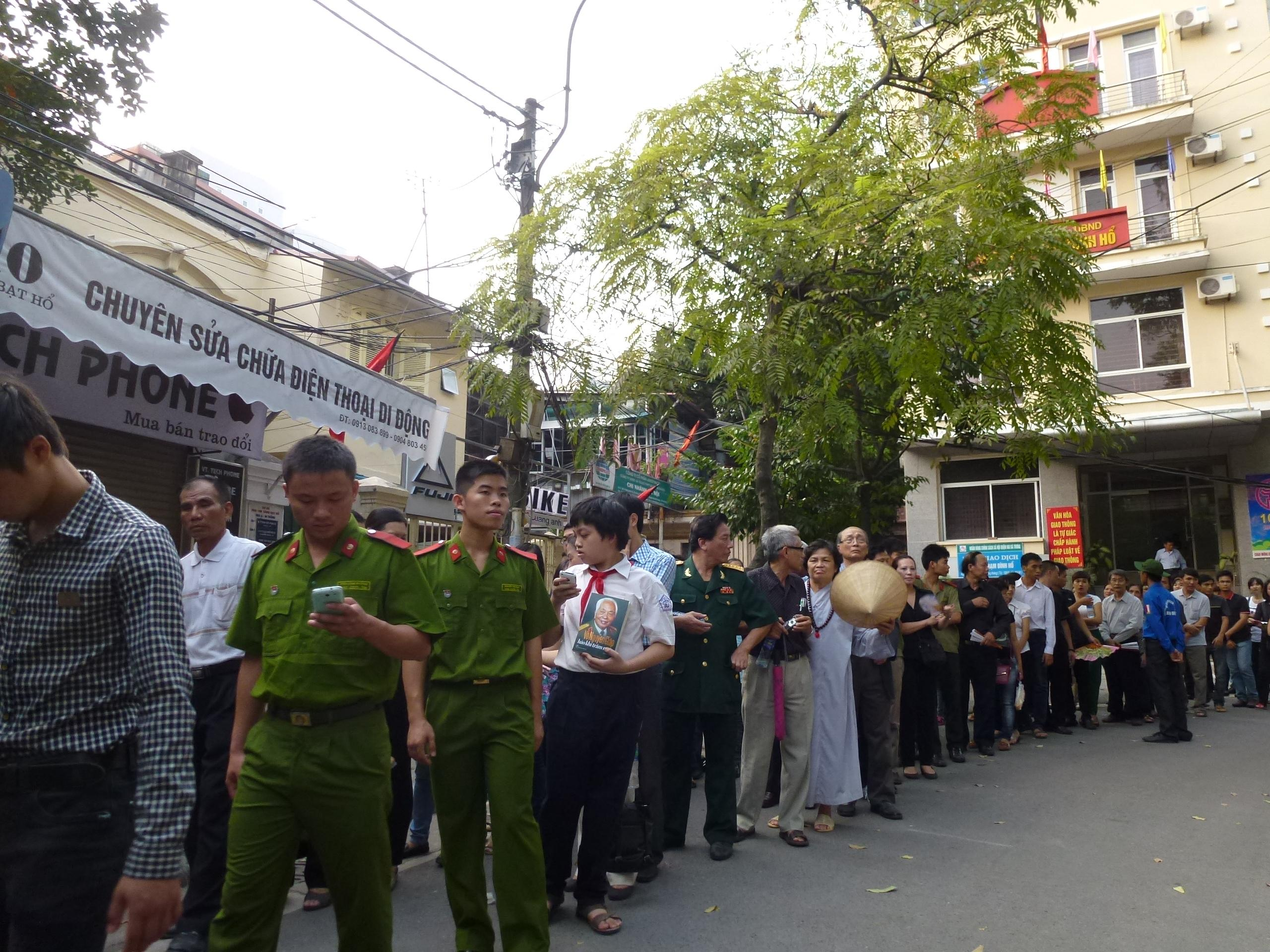
Hanoi, 12 października 2013. Wietnamczycy oczekujący w kolejce do oddania ostatniego hołdu zmarłemu generałowi

Generał Võ Nguyên Giáp zmarł w sędziwym wieku 102 lat w Centralnym Szpitalu Wojskowym nr 108 w Hanoi, w którym przebywał od 2009 roku. Informację o jego śmierci podano oficjalnie dzień później. W całym kraju ogłoszono oficjalną żałobę i zarządzono dwudniowe (12-13 października) uroczystości pogrzebowe. Ciało zmarłego zostało wystawione na widok publiczny w Narodowym Domu Pogrzebowym w Hanoi, a setki tysięcy Wietnamczyków przybyło aby oddać ostatni hołd zmarłemu. Następnego dnia, na armatniej lawecie, trumna ze zwłokami generała została przewieziona do rodzinnej prowincji zmarłego Quảng Bình, gdzie zgodnie z jego życzeniem, zostały pochowane. Na 40 km trasie przejazdu zgromadziły się setki tysięcy ludzi aby oddać mu hołd. Wcześniej w Hanoi hołd oddało mu ok. 150 tys. osób. Uroczystości pogrzebowe były transmitowane przez państwową telewizję.
Kondolencje z powodu śmierci generała oficjalnie złożyły rządy: Kuby, KRLD, Laosu, Nikaragui, Singapuru, Wenezueli oraz minister spraw zagranicznych Francji, który w swojej depeszy określił Giápa jako "wielkiego patriotę kochającego i szanującego swój naród, który odegrał ważną rolę w tworzeniu niepodległości swojego kraju".

## Spuścizna
Võ Nguyên Giáp, który nie studiował w żadnej akademii wojskowej, wielokrotnie dowiódł, że potrafi zwyciężyć mimo niesprzyjających warunków i licznych przeszkód. Stosowana przez niego taktyka była prosta, swoim podkomendnym zostawiał duży margines swobody. W ostatecznym rozrachunku, jego determinacja prowadzenia walki bez względu na koszty i ofiary przyniosła komunistom zwycięstwo i doprowadził do podbicia Wietnamu Południowego i zjednoczenia kraju pod rządami komunistów. W Wietnamie do dzisiaj Võ Nguyên Giáp jest uważany za bohatera narodowego. Na świecie widzi się w nim mistrza w prowadzeniu wojny partyzanckiej. Dokonania Võ wywarły znaczący wpływ na bieg dziejów, w poważny sposób określając charakter wojskowych i politycznych decyzji, zwłaszcza władz Stanów Zjednoczonych. W Stanach Zjednoczonych obawa przed „drugim Wietnamem” sprawia, iż każda decyzja o militarnym zaangażowaniu się w jakikolwiek konflikt podejmowana jest z ogromnymi oporami i budzi szczególne kontrowersje.

## Odznaczenia
- Order Hồ Chí Minha (nadany dwukrotnie)
- Order Złotej Gwiazdy
- Statueta Ikara (Polska, 1977)[11]